# Tylor Ongwae
Tylor Okari Ongwae (* 15. Juli 1991 in Kisii) ist ein kenianischer Basketballspieler.

## Werdegang
Ongwae wuchs in Eldoret auf. Er spielte zunächst Fußball und wandte sich im Alter von 15 Jahren dem Basketball zu. Er war in seinem Heimatland Schüler an der Friends School Kamusinga, 2011 ging er in die Vereinigten Staaten. Von 2011 bis 2013 war Ongwae Student und Basketballspieler am Ranger College im US-Bundesstaat Texas. In der Saison 2012/13 erzielte er im Mittel 16,2 Punkte und 8,3 Rebounds je Begegnung und wechselte hernach an die  University of Louisiana Monroe in die erste NCAA-Division. Seine Saison 2014/15, in der er als erster Spieler in der Geschichte der Hochschulmannschaft in die Mannschaft des Jahres der Sun Belt Conference gewählt wurde, wurde als bis dahin bestes Spieljahr eines kenianischen Basketballspielers in der US-Hochschulliga NCAA eingestuft. Ongwae hatte die Hochschulmannschaft während der Saison 2014/15 als bester Korbschütze (14,4 Punkte/Spiel) angeführt.
Seine Laufbahn als Berufsbasketballspieler begann er 2015 beim schwedischen Zweitligisten Solna Vikings, für den er während des Spieljahres 2015/16 in elf Einsätzen im Schnitt 21,8 Punkte und 11,8 Rebounds erzielte. Im April 2016 wechselte er nach Italien und lief in zwei Ligaspielen für den Erstligisten Scandone Avellino auf. In diesen erzielte im Mittel 4,5 Punkte.
Nach dem Abstecher nach Italien ging Ongwae nach Schweden zurück und wurde vom Erstligisten Södertälje Kings verpflichtet. Er bestritt 15 Ligaspiele für Södertälje und kam in der Saison 2016/17 auf 6,9 Punkte je Begegnung. Er trat mit der schwedischen Mannschaft auch in den Europapokalwettbewerben Champions League und FIBA Europe Cup an. Im Frühling 2017 schloss er sich der neuseeländischen Mannschaft Taranaki Mountain Airs an. In 18 Einsätzen der 2017er Saison in der National Basketball League kam er auf 18 Punkte im Durchschnitt. Im Oktober 2017 wurde er vom Schweizer Erstligisten SAM Basket Massagno unter Vertrag genommen.
2018 nahm der vielseitig einsetzbare Ongwae ein Angebot des dänischen Erstligisten Bakken Bears an. Mit der Mannschaft aus Aarhus gewann er 2019, 2020, 2021 und 2022 die dänische Meisterschaft sowie 2020 und 2021 den dänischen Pokalwettbewerb. In der Saison 2020/21 wurde er als bester Verteidiger der dänischen Liga ausgezeichnet. Mit Bakken sammelte er im Laufe der Jahre weitere Erfahrung in Europapokalwettbewerben (FIBA Europe Cup, Champions League). In der Saison 2021/22 wurde Ongwae wieder zum besten Verteidiger der dänischen Liga ernannt.
Im Sommer 2022 wechselte er zum BC Parma nach Russland. Im Mai 2023 wurde er als Neuzugang des Abidjan Basket Club vermeldet, um mit der Mannschaft in der Basketball Africa League anzutreten. Mitte Oktober 2023 wurde er vom deutschen Bundesligisten Niners Chemnitz unter Vertrag genommen. Mit den Sachsen gewann Ongwae im April 2024 den europäischen Wettbewerb FIBA Europe Cup.
Im August 2024 unterschrieb er einen Vertrag bei den Nairobi City Thunder in seinem Heimatland.

### Nationalmannschaft
Mit Kenias Nationalmannschaft nahm er an Afrikameisterschaften teil. Beim Turnier AfroCan 2019 war er mit 21,7 Punkten je Begegnung bester Korbschütze aller Turnierteilnehmer und wurde vom Fachportal afrobasket.com als bester Flügelspieler des Turniers ausgezeichnet. Bei der Afrikameisterschaft 2021 führte er die kenianische Mannschaft in mehreren statistischen Wertungen an, darunter Punkte (14,5), Rebounds (7,5) und Korbvorlagen (4,5) je Begegnung.